# Brehuiești, Botoșani
Brehuiești este un sat în comuna Vlădeni din județul Botoșani, Moldova, România.
Satul Brehuiești se află la 15 kilometri de orașul Botoșani, în apropierea satului Vlădeni. La intrarea în sat se poate vedea o minunată troiță la care a oprit Regele Mihai I pentru a se închina și pentru a saluta locuitorii satului, în ultima sa vizită a județului Botoșani.
Satul se află în apropierea pădurii, existând numeroase locuri de vizitat. De asemenea, sunt trei iazuri amenajate pentru amatorii de pescuit sportiv. În sat este o herghelie pentru iubitorii de echitație.

Parohia Brehuiești

Biserica din localitatea Brehuiești a fost terminată în anul 1874 și este monument istoric. Preotul Ștefan Grigoriu ajutat de d-na preoteasă Maria, a ctitorit acest lăcaș de cult. Printre preoții slujitori ai lăcașului se numără Pr. Gheorghe Hârțescu, Pr. Nicolae Popovici, Pr. Gheorghe Anușca. Actualul paroh este preotul Cristian-Vasile Știuler, instalat în parohia Brehuiești la 30 noiembrie 1993.